# Corvo
Corvus é um gênero amplamente distribuído de aves de médio a grande porte da família Corvidae. O gênero inclui espécies comumente conhecidas como corvos. Possuem ampla distribuição geográfica nas zonas temperadas de todos os continentes, vivendo em bandos com estrutura hierárquica bem definida e formam, geralmente, casais monogâmicos. Sua alimentação é omnívora e inclui pequenos invertebrados, sementes e frutos; podem ser também necrófagos. Tais aves surgiram na Ásia, mas todos os continentes temperados e várias ilhas (como o Havaí) têm representantes do gênero. O corvo pode simbolizar a escuridão, a morte, a solidão, o azar e o mau presságio devido a sua coloração preta e hábitos necrófagos. Por outro lado, pode simbolizar a astúcia, a cura, a sabedoria, a fertilidade, a esperança. Muitas culturas acreditam que essa ave simboliza tais aspectos positivos, como por exemplo, para os ameríndios simboliza a criatividade e o sol; para os chineses e japoneses o corvo simboliza a gratidão, o amor familiar, o mensageiro divino que representa o bom presságio. Na China, o emblema do Imperador é um corvo de três patas, tripé considerado solar, representa o nascimento, o zênite e o crepúsculo ou ainda, sol nascente (aurora), sol do meio-dia (zênite), sol poente (ocaso) e juntos simbolizam a vida e as atividades do imperador. Na Mitologia Grega, o corvo era consagrado a Apolo, Deus da luz do Sol, e para eles essas aves desempenhavam o papel de mensageiro dos deuses visto que possuíam funções proféticas. Por esse motivo, esse animal simbolizava a luz uma vez que para os gregos, o Corvo era dotado de poder a fim de conjurar a má sorte. No manuscrito Maia, o "Popol Vuh", o corvo aparece como o mensageiro do Deus da trovoada e do relâmpago. Ainda de acordo com a mitologia grega, o corvo era uma ave branca. Apolo deu a um corvo a missão de ser a guardiã de sua amante, mas o corvo se descuidou e a amante o traiu, como castigo Apolo tornou o corvo uma ave negra. Já na Mitologia Nórdica, encontramos o corvo como o companheiro de Odin (Wotan), deus da sabedoria, da poesia, da magia, da guerra e da morte. A partir disso, na Mitologia Escandinava, dois corvos aparecem empoleirados no Trono de Odin: "Hugin" que simboliza o espírito, enquanto "Munnin" representa a memória; e juntos simbolizam o princípio da criação.

## Inteligência
Os estudos da inteligência em corvos têm demonstrado que tais animais são dotados de um aparato cognitivo capaz de lhes propiciar diversas ações que podem ser compreendidas como sinais de inteligência. Como exemplo disso, tem-se a descoberta de cientistas da Universidade de Auckland de que os corvos têm a capacidade de usar três ferramentas em sucessão para conseguir chegar até aos alimentos. Alguns corvos que comem sementes difíceis de se quebrar costumam atirar as sementes nas ruas de uma metrópole qualquer e deixar que os carros as quebrem. O corvo-da-nova-caledônia (Corvus moneduloides) é conhecido pela sua capacidade de fabricar e utilizar pequenos instrumentos que o auxiliam na alimentação. Em testes específicos de inteligência animal, costumam atingir altas pontuações. A diferença entre um corvo a outro necrófago é que ele mata quando está com fome, outra curiosidade que está ave tem é a capacidade de repetir ou falar algumas frases tendo a habilidade parecida com a de um papagaio.

## Espécies

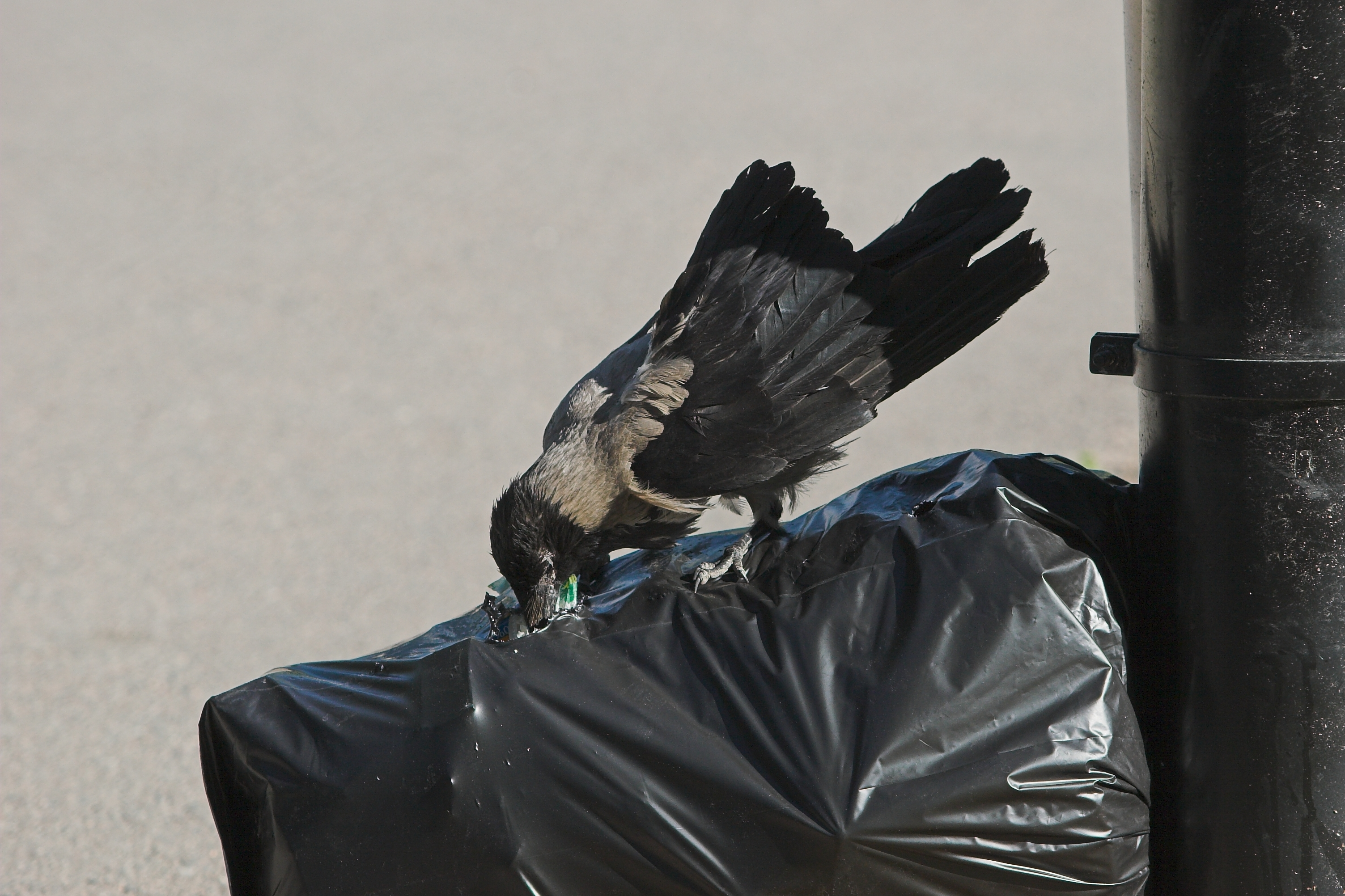
Um corvo procurando por comida em um saco de lixo, no Estados Unidos. Cientistas neozelandeses descobriram que corvos têm a capacidade de usar três ferramentas em sucessão para chegar até os alimentos.

Nota: algumas espécies do género Corvus são conhecidas como gralha.
Austrália
- C. coronoides (corvo-australiano)
- C. tasmanicus
- C. bennetti
- C. boreus
- C. mellori
- C. orru

América do Norte
- C. brachyrhynchos (gralha-americana)[3]
- C. cryptoleucus
- C. corax (corvo-comum)
- C. ossifragus
- C. caurinus
- C. imparatus
- C. sinaloae

África
- C. capensis (corvo do Cabo)
- C. rhipidurus
- C. albus (corvo-bicolor)
- C. edithae
- C. crassirostris (corvo-vulturino)
- C. albicollis

Norte da África e Médio Oriente
- C. ruficollis
- C. cornix (gralha-cinzenta)
- C. corax (corvo-comum)
- C. rhipidurus

Europa
- C. corone (gralha-preta)
- C. corax (corvo-comum)
- C. cornix (gralha-cinzenta)
- C. monedula (gralha-de-nuca-cinzenta)
- C. frugilegus (gralha-calva)

Ásia
- C. corone (gralha-preta)
- C. torquatus
- C. dauuricus (gralha-dáurica)
- C. splendens
- C. macrorhynchos (corvo-de-bico-grossudo)
- C. frugilegus (gralha-calva)
- C. corax (corvo-comum)

Ilhas oceânicas
- C. hawaiiensis (corvo-do-Hawaii)
- C. moneduloides (corvo da Nova Caledónia)
- C. nasicus
- C. jamaicensis (corvo da Jamaica)
- C. palmarum
- C. leucognaphalus
- C. woodfordi
- C. tristis